# Palazzo Saluzzo di Corigliano
Il palazzo Saluzzo di Corigliano è un palazzo sito in piazza San Domenico Maggiore a Napoli, oggi sede dell'Università "L'Orientale", e precisamente del Dipartimento Asia, Africa e Mediterraneo.

## Storia
L'edificio fu eretto, con il nome di "palazzo di Sangro di Vietri", dall'architetto di origini cosentine Giovanni Francesco Mormando nel XVI secolo per volontà di Giovanni di Sangro, allo scopo di celebrare l'ammissione della famiglia di Sangro nel sedile di Nilo, dunque nel novero delle più antiche e illustri famiglie nobili della città. Sul luogo inizialmente sorgevano sette case tra loro collegate appartenenti alle monache della chiesa di Santa Patrizia, che le vendettero alla famiglia di Sangro. 
Nel 1587 il palazzo passò ai Carafa di Belvedere. Il marito di Anna Carafa, Ramiro Felipe Núñez de Guzmán, II duca di Medina de las Torres, nel 1636 apportò significativi cambiamenti alla facciata modificando il portale con bugne, e le cornici delle finestre divennero balconi.
Dopo il terremoto del 1688 lo ristrutturarono i Gambacorta, duchi di Limatola, sostituendo le balaustre marmoree con ringhiere in ferro, abbattendo i merli e rifacendo la scala. 
Tra il 1727 ed il 1732 il palazzo fu acquistato da Agostino Saluzzo, II duca di Corigliano (1680-1747), nipote e omonimo di Agostino Saluzzo "il Vecchio" (1631-1700). Quest'ultimo aveva acquisito il feudo calabrese di Corigliano sul quale aveva ottenuto il titolo di duca nel 1649. Il palazzo venne quindi conosciuto con il nome del suo acquirente. Questi ordinò dei rifacimenti sia interni che esterni, che portarono all'aggiunta di un secondo piano, dove furono ospitati gli ambienti di rappresentanza. Uno degli ultimi interventi è stato di Gaetano Genovese, fra i più noti architetti di stampo neoclassico della città, che restaurò alcune parti del palazzo.
L'Istituto Orientale, attuale Università degli studi di Napoli "L'Orientale", prese in affitto il piano nobile dell'edificio tra il 1927 e il 1934, in cerca di una sistemazione definitiva che sarà trovata poi l'anno successivo con l'acquisto di palazzo Giusso e il trasferimento relativo. Nel 1935 la famiglia Corigliano, priva di introiti di locazione, si decise a vendere il palazzo per un milione e mezzo di lire dell'epoca. L'edificio divenne sede dell'Istituto nazionale della previdenza sociale fino agli anni Settanta, e nel 1977 l'Università Orientale decise di acquistarlo in toto dopo una quasi decennale trattativa.
Un restauro ad ampio raggio, teso a recuperare le parti storico-artistiche dell'edificio ed a renderlo funzionale alle nuove esigenze universitarie, iniziò nel 1988 e fu completato nel 1992. Durante i lavori vennero rinvenute strutture di epoca greco-romana, per la precisione resti di una strada romana del decumano inferiore della città e mura greche. Tali resti sono stati inglobati nell'aula magna da qui ricavata, denominata "Aula Mura Greche". I lavori di restauro vennero progettati e diretti da Ugo Carputi, Massimo Pica Ciamarra ed Ezio De Felice, della Facoltà di Architettura di Napoli, con l'assistenza degli architetti Paola Gargiulo e Roberto Fedele.

## Architettura
Poco o nulla resta dell'originario edificio precedente il terremoto del 1688 che distrusse Benevento e lesionò gravemente il palazzo, insieme ad altri edifici di Napoli. Dell'originaria fabbrica è l'impianto dorico del pianterreno; è andato perduto invece nel rimaneggiamento degli anni successivi il pregevole cornicione di piperno (roccia) ornato di metope e triglifi, alcuni dei quali raffiguranti (a quanto si nota da un'illustrazione dell'epoca) i volti della famiglia di Sangro. L'interno è di gusto rococò, secondo l'ultimo intervento del Genovese. Al secondo piano, nell'attuale salone di lettura della Biblioteca di Studi Asiatici, è possibile ammirare la galleria decorata con affreschi sulla volta e sulle pareti. Infine una piccola stanza, detta Cabinet, fungeva da studiolo ed è ricoperta da specchi realizzati su progetto del decoratore Filippo Buonocore; ha inoltre una ricca decorazione scultorea realizzata da Bartolomeo Granucci.

## Galleria d'immagini

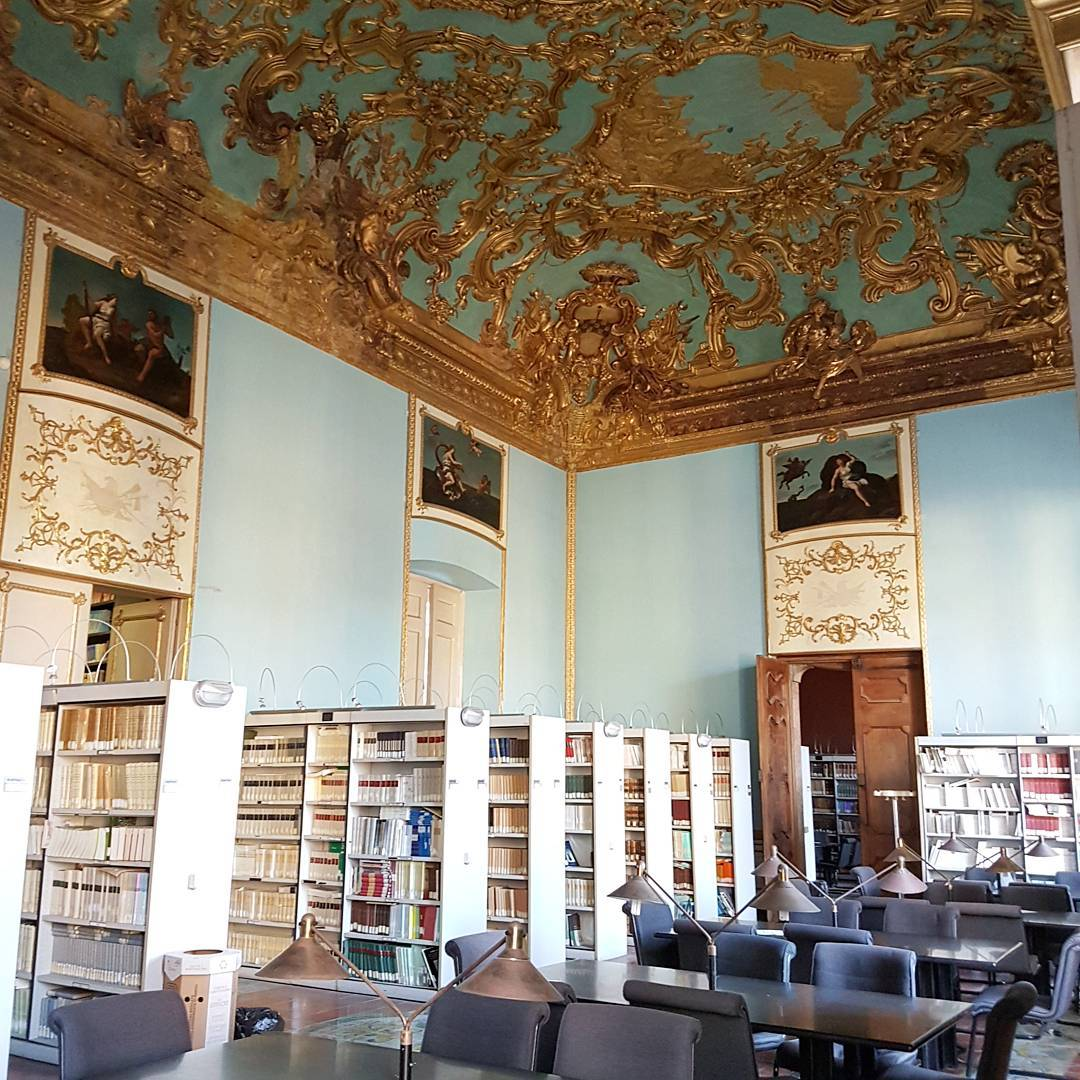
Uno dei saloni del piano nobile
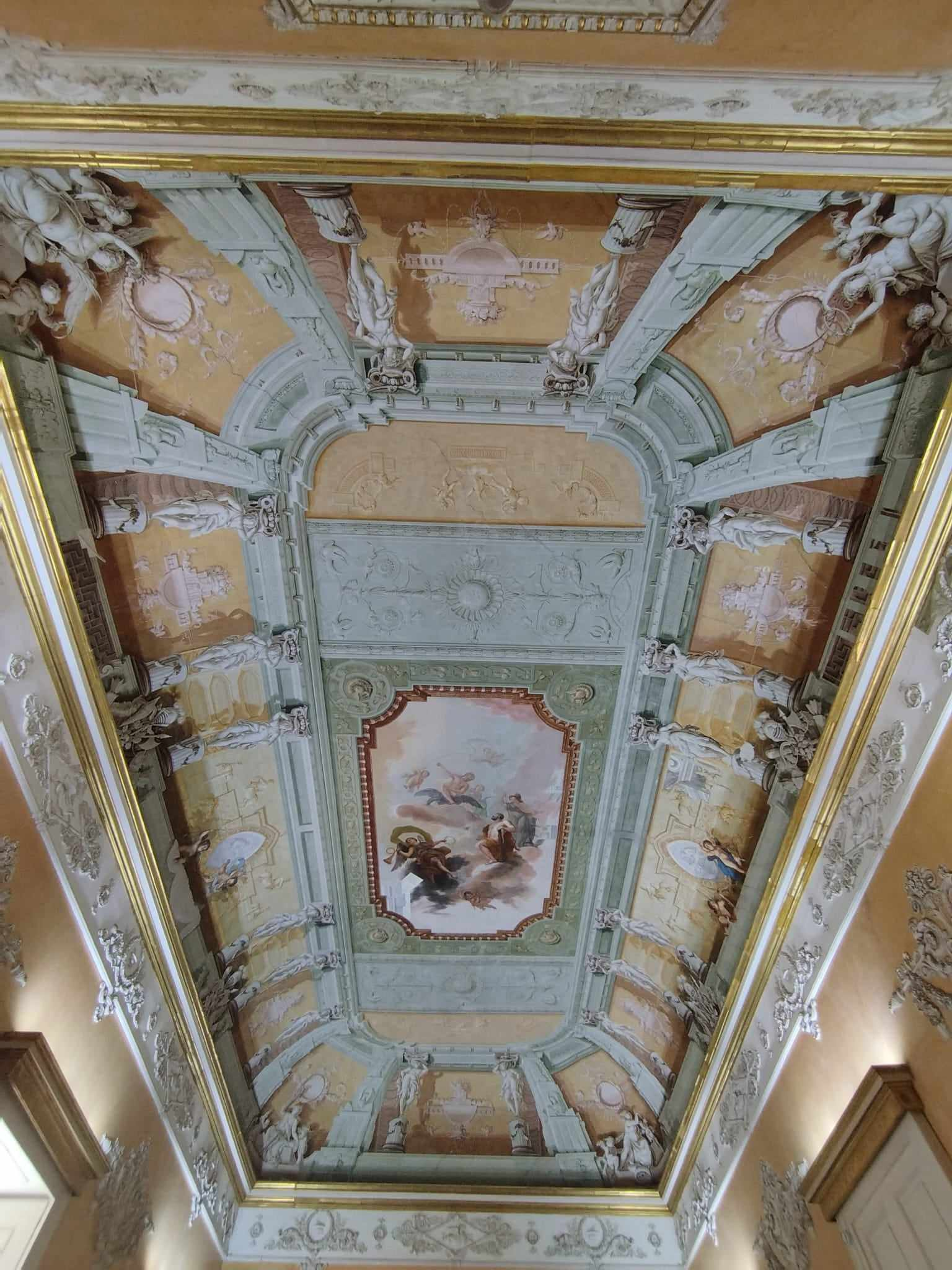
Altro salone dalla volta affrescata verso la fine del XVIII secolo